# Szewnia Górna
Szewnia Górna – wieś w Polsce położona w województwie lubelskim, w powiecie zamojskim, w gminie Adamów.
W latach 1975–1998 miejscowość administracyjnie należała do województwa zamojskiego.
Wieś jest sołectwem w gminie Adamów. Według Narodowego Spisu Powszechnego z roku 2011 wieś liczyła 227 mieszkańców i była jedenastą co do liczby ludności miejscowością gminy.
Wierni Kościoła rzymskokatolickiego należą do parafii św. Jana Chrzciciela w Lipsku.

## Części wsi
| SIMC    | Nazwa   | Rodzaj    |
| ------- | ------- | --------- |
| 0885458 | Reforma | część wsi |

## Historia
Szewnia – dziś Szewnia Górna i Szewnia Dolna, dawniej pisana także Sewina.
Według Słownika geograficznego Królestwa Polskiego z roku 1890 – Szewnia to wieś i folwark w powiecie zamojskim, gminie Suchowola, parafii katolickiej Krasnobród zaś greckokatolickiej w Potoczku. Wieś oddalona od Zamościa w kierunku południowym o 14 wiorst, posiadała 4 domy dworskie i 59 osad włościańskich zamieszkałych przez 574 osób z czego: 434 prawosławnych, 130 katolików 10 izraelitów gruntów włościańskich było 660 mórg.
W 1827 roku spisano tu 60 domów i 384 mieszkańców. Kolonia Szewna należała do dóbr Adamów. We wsi cerkiew drewniana, nieznanej erekcji należąca do parafii Potoczek, i szkoła początkowa (funkcjonująca od 1887 roku).
Według spisu z 1827 r. wieś liczyła 60 domów i 384 mieszkańców. Natomiast spis z r. 1921 (wówczas w gminie Suchowola) wykazał 107 domów oraz 729 mieszkańców, w tym 11 Żydów i 256 Ukraińców.